# Reduta Xwejni
Reduta Xwejni (malt. Ridott tax-Xwejni, ang. Xwejni Redoubt) była to reduta w Xwejni Bay, w granicach Żebbuġ, Gozo, Malta. Zbudowana została przez Zakon Maltański w latach 1715–1716 jako jedna z serii nadbrzeżnych fortyfikacji dokoła Wysp Maltańskich.
Reduta była częścią łańcucha fortyfikacji zbudowanych do obrony Marsalforn i pobliskich zatok przed atakami tureckimi oraz piratów berberyjskich. Chociaż teren był ufortyfikowany przez szereg wież obronnych, baterii, redut i umocnień (entrenchment), do dziś przetrwała jedynie Bateria Qolla l-Bajda pomiędzy Qbajjar a Xwejni Bays.
Reduta Xwejni była niezwykła z tego powodu, że jej platforma była półokrągła lub prostokątna, kiedy w innych redutach była ona pięciokątna.
Do dziś nie przetrwały żadne pozostałości reduty.